# Propygoplus maculatus
Propygoplus maculatus is een hooiwagen uit de familie Assamiidae.